# Richard Trivino
Pour les articles homonymes, voir Triviño.
Ne doit pas être confondu avec Ricardo Triviño.
Richard Trivino (né le 5 juin 1977 à Paray-le-Monial) est footballeur franco-espagnol. Il est issu d'une famille de joueurs de football avec son père, Christophe, qui a joué au club du FC Gueugnon dans les années 1970 mais également son oncle, Antoine qui a été attaquant toujours pour le club de Gueugnon et de son cousin David qui a été de la seule aventure en Division 1 du FC Gueugnon en 1995.

## Biographie

### Les débuts avec Gueugnon
Originaire d'Andalousie, la famille Trivino arrive en France en 1961. Christophe Trivino devient gardien du FC Gueugnon mais sa petite taille et sa technique limitée ne lui ont pas permis de percer. Richard Trivino est formé au club de Gueugnon, marchant sur les traces de son père : il y débute à l'âge de 6 ans et fait ses débuts dans l'équipe professionnelle en 1996-97 alors que l'équipe évolue en division 2. Il joue son premier match professionnel le 21 septembre 1996 lors d'une victoire de son équipe 1 à 0 contre le FC Lorient. Il joue seulement trois matchs dans la saison et doit attendre la saison 1999-2000 avant de faire parler de lui.
Remplaçant de Philippe Schuth, Richard Trivino est titularisé pour la Coupe de la Ligue et il fait alors parler lui. Il va notamment permettre à son équipe de remporter la demi-finale lors de la séance de tirs au but. Il arrête alors le neuvième tir du Red Star du gardien adverse : Jean-Marc Branger et transforme juste derrière sa tentative pour la victoire 9 à 8,. Gueugnon retrouve alors le Paris SG. L'équipe va remporter la victoire sur le score de 2 buts à 0. Alors que Schuth quitte le club à l'issue de la saison pour retourner dans sa région natale avec l'AS Nancy-Lorraine, Trivino devient le gardien n°1 de l'équipe et va jouer la majorité des matchs de l'équipe jusqu'à l'issue de la saison 2003-04.

### Le départ de Gueugnon
Trivino décide de quitter le club du FCG pour découvrir autre chose et il rejoint le club de l'US Créteil-Lusitanos. Il a alors d'autres propositions de clubs de première division mais n'ayant que des propositions pour être n°2 d'équipes – il aurait ainsi refusé le poste de second gardien derrière Mickaël Landreau du Football Club de Nantes – il préfère privilégier le temps de jeu par rapport au prestige de la Ligue 1. Séduit par le discours du président du club, Armand Lopes, il va passer trois saisons avec Créteil mais ne connaît pas pour autant le succès qu'il vise. Il y connaît le meilleur comme au milieu de la saison 2005-06 où l'équipe est pendant quelque temps premières de la division mais il y connaît également le pire avec la dernière place à la fin de la saison 2006-07. Il quitte alors le club, relégué en National, assez déçu de quitter le club en si mauvaise posture alors qu'il avait été bien accueilli par le public.

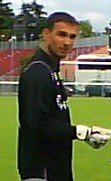
Richard Trivino à l'US Créteil.

Le 7 juin 2007, l'annonce est faite par le club du FC Metz qu'un accord est trouvé entre les deux parties pour un contrat de deux ans. Il signe pour se partager la place de premier gardien en concurrence avec Christophe Marichez. Titulaire dès le premier match de la saison, l'équipe perd sa première confrontation contre Le Mans UC sur le score de 1 à 0. Marichez encore convalescent pour le second match de l'équipe de la saison, Richard va jouer son tout premier match devant le public messin. L'adversaire du soir est le Lille OSC et Trivino réalise un match moyen pour la défaite de son équipe 2 à 1 et il est insulté par les supporteurs de l'équipe,. Il ne sera plus une seule fois titularisé et joue même quelques matchs avec l'équipe B et finalement début octobre, il fait savoir à la direction du club qu'il souhaite quitter le FC Metz au cours du mercato d'hiver.
Il est prêté le 27 octobre 2007 à l'US Boulogne qui évolue en de Ligue 2 et vient de perdre son gardien de but, Jean-François Bédénik, sur blessure. Il participe à la bonne série de l'hiver du club qui lui permet de remonter au classement.
En juin 2008, il revient à l'US Créteil-Lusitanos afin de tenter de faire remonter le club en Ligue 2, il y restera 3 saisons. Il retourne alors dans son club formateur, le FC Gueugnon qui à la suite de difficultés financières est descendu en DH, dès la première saison le club retrouve le CFA2 dons le groupe D.

## Vie personnelle
Son père Christophe, son oncle, Antoine, son cousin, David sont tous les trois des anciens joueurs de football professionnels, les trois ayant marqué les esprits des supporteurs du FC Gueugnon. Alors que le père ne parviendra pas à percer mais est aujourd'hui responsable de l'intendance de Gueugnon, son cousin David participera à la montée du club en première division pour la saison 1995-96 même si la descente est immédiate.
Le plus célèbre de la famille Trivino reste Antoine qui est alors meilleur buteur du groupe B de seconde division 1978-79. Il marque alors 24 buts pour son équipe, finit second meilleur buteur de la division 2 derrière Patrick Martet du Stade Brestois avec ses 26 réalisations, aide son équipe à remporter le championnat et est élu meilleur joueur de la division.
Aujourd'hui la famille Trivino réside toujours à Gueugnon et Richard aurait aimé y finir sa carrière, tout en faisant jouer son fils, Rudy, mais maintenant, il fait du basketball.Il y a aussi son autre fils Tiago. Mais le futur de Gueugnon s'assombrissant avec une relégation en championnat national, le futur de Richard ne semble pas forcément se diriger vers un retour aux sources.

## Carrière
- Statistiques[18]

Cette section présente le nombre de matchs joués par Richard Trivino avec ses différentes équipes.
| Saison                                  | Club                             | Championnat | Pays                 | Matchs en championnat | Matchs en coupe UEFA | Matchs en coupe de la Ligue | Matchs en coupe de France |
| --------------------------------------- | -------------------------------- | ----------- | -------------------- | --------------------- | -------------------- | --------------------------- | ------------------------- |
| 1996-97                                 | FC Gueugnon                      | Division 2  | France               | 3                     | -                    | 0                           |                           |
| 1997-98                                 | FC Gueugnon                      | Division 2  | France               | 0                     | -                    | 0                           |                           |
| 1998-99                                 | FC Gueugnon                      | Division 2  | France               | 1                     | -                    | -                           |                           |
| 1999-00                                 | FC Gueugnon                      | Division 2  | France               | 17                    | -                    | 3                           |                           |
| 2000-01                                 | FC Gueugnon                      | Division 2  | France               | 18                    | 2                    | 1                           |                           |
| 2001-02                                 | FC Gueugnon                      | Division 2  | France               | 35                    | -                    | 0                           |                           |
| 2002-03                                 | FC Gueugnon                      | Ligue 2     | France               | 37                    | -                    | 4                           |                           |
| 2003-04                                 | FC Gueugnon                      | Ligue 2     | France               | 30                    | -                    | 3                           |                           |
| 2004-05                                 | US Créteil-Lusitanos             | Ligue 2     | France               | 37                    | -                    | 2                           |                           |
| 2005-06                                 | US Créteil-Lusitanos             | Ligue 2     | France               | 37                    | -                    | 0                           |                           |
| 2006-07                                 | US Créteil-Lusitanos             | Ligue 2     | France               | 38                    | -                    | 2                           | 1                         |
| 2007-08                                 | FC Metz                          | Ligue 1     | France               | 2                     | -                    | 0                           | 0                         |
| 2007-08                                 | US Boulogne                      | Ligue 2     | France               | 14                    | -                    | 0                           | 2                         |
| 2008-2009 2009-2010 2010-2011 2012-2013 | US Créteil-Lusitanos FC Gueugnon | National DH | France France France | 30 36 37 ?            | - - -                | - - -                       | - -                       |
| 2013-2014                               | FC Gueugnon                      | ?           | France               |                       |                      |                             |                           |
| 2014-2015                               | FC Gueugnon                      | CFA 2       | France               | 23                    | -                    | -                           | ?                         |

Total : 2 matchs en Ligue 1, 267 matchs en Ligue 2, 103 matchs en National, 2 matchs en Coupe de l'UEFA ...

### Palmarès
- Vainqueur de la Coupe de la Ligue en 2000 avec le FC Gueugnon.